# Mike Flood
Michael John "Mike" Flood, född 23 februari 1975 i Omaha i Nebraska, är en amerikansk politiker (republikan). Han är ledamot av USA:s representanthus sedan 2022.
Flood gick i skola i Norfolk Catholic High School i Norfolk i Nebraska. Han avlade 1997 kandidatexamen vid University of Notre Dame och 2001 juristexamen vid University of Nebraska–Lincoln.
Flood vann fyllnadsvalet till USA:s representanthus i juni 2022 som hölls efter att Jeff Fortenberry hade avgått i mars 2022.